# Agenor Gomes
Agenor Gomes (Vitória, 26 mei 1929 - Santos, 29 februari 2004) was een  Braziliaans voetbaldoelman en trainer, beter bekend onder zijn spelersnaam Manga. 

## Biografie
Manga begon zijn carrière bij Bonsucesso, een kleinere club uit Rio de Janeiro en maakte in 1951 de overstap naar Santos dat op dat moment ook nog geen topclub was. Halverwege jaren vijftig begon het succes te komen voor Santos en met de club won hij nog vier keer het Campeonato Paulista en één keer het Torneio Rio-São Paulo. 
Na zijn spelercarrière werd hij trainer en leidde Portuguesa Santista terug naar de hoogste divisie in zijn eerste jaar. 
Hij overleed in 2004 na ernstige gezondheidsproblemen, waardoor hij al veertig dagen in het ziekenhuis lag. 